# Convention d'Unidroit sur les règles matérielles relatives aux titres intermédiés
La Convention d'Unidroit sur les règles matérielles relatives aux titres intermédiés, également connue sous le nom de Convention de Genève sur les titres (Geneva Securities Convention), a été adoptée le 9 octobre 2009. Au 1er janvier 2010, elle n'a été signée par aucun des quarante États négociateurs. Le processus de signature et sa ratification débuteront vraisemblablement à compter de l'adoption du « Commentaire officiel » qui accompagnera cet instrument juridique. L'adoption du Commentaire officiel est prévue pour décembre 2010. 
Cette convention adoptée sous l'égide de l'organisme de promotion de l'harmonisation du droit international privé Unidroit est complémentaire de la convention de la Haye sur la loi applicable à certains droits sur des titres détenus auprès d’un intermédiaire adoptée le 17 janvier 2002 par la Conférence de la Haye de droit international privé, et pour l'instant (1er janvier 2010) signée par les seuls États-Unis, la Suisse et l'île Maurice.
Leur inspiration américaine commune, bien qu'utilisant habilement certains textes de droit européen considérés parmi les plus libéraux, explique la réticence des institutions et des États Membres de l'Union européenne à signer et à ratifier ces conventions, dont les travaux ne tiennent pas compte des leçons tirées de la crise financière de septembre 2008. Si, cette ratification n'avait pas lieu ou était limitée à un nombre trop peu élevé d'États signataires, ces deux conventions pourraient connaître une seconde carrière en tant que "loi modèle" . Cependant, la transposition de telles lois modèles dans le droit de pays émergents, voire dans celui d'États membres de l'Union européenne, aurait pour effet, dans ces pays, d'abandonner les conceptions civilistes du droit de la propriété des titres, au profit de conceptions contractuelles inspirées du Uniform Commercial Code américain, avec des conséquences importantes sur l'équilibre des bilans des intermédiaires financiers conservateurs de titres.
Les questions ultimes soulevées par une telle transposition de la Convention Unidroit seraient (1) d'une part la remise en cause de la comptabilisation par l'investisseur des titres à l'actif de son bilan (les intermédiaires voyant leur actif augmenté d'autant), (2) d'autre part la remise en cause du droit de l'investisseur à récupérer ses titres, en cas de faillite du teneur de compte.

## Le contexte

### La « dématérialisation » et le développement des titres « intermédiés »
Tout comme la Convention de la Haye, la Convention Unidroit concerne les seuls titres qui ne font pas l'objet d'une incorporation sous forme papier. Ces titres, connus également sous le terme juridiquement impropre de « titres dématérialisés », représentent dans beaucoup de pays plus de 99 % des titres émis par les sociétés cotées sur les marchés dits « réglementés ».
Le mouvement de « dématérialisation des titres » a débuté partiellement aux États-Unis à la fin des années 1960 et a fait l'objet d'une mise en œuvre généralisée en France dans les années 1980, suivie par le reste de l'Europe dans les années 2000. Aujourd'hui, seuls les États-Unis et le Royaume-Uni, aux infrastructures plus anciennes, conservent une minorité substantielle de titres papier. Il résulte du mouvement de dématérialisation que ces titres, même s'ils sont quelquefois abusivement qualifiés de « titres au porteur », ne prennent plus la forme de titres « papier » détenus physiquement par l'investisseur ou déposés dans un coffre auprès d'une banque. Au lieu de cela, ils prennent désormais la forme d'une inscription en compte, c'est-à-dire d'une simple écriture comptable sur un compte qualifié de « compte titres ».
Ces comptes titres peuvent être ouverts :
- soit directement chez l'émetteur, dans ses propres livres (« titre dématérialisé dit en nominatif pur », tel que pratiqué en France par les sociétés Michelin et Lagardère) ;

- soit, le plus souvent, chez un intermédiaire, qui dans beaucoup de pays doit obtenir une licence pour pouvoir ouvrir ces comptes titres à ses clients. Dans la plupart des pays européens, ces intermédiaires sont, soit des établissements de crédit, soit des entreprises d'investissement soumis respectivement à la directive bancaire et à la Directive concernant les marchés d'instruments financiers (MiFID). Lorsqu'il est « conservé » par un intermédiaire, le titre est qualifié, soit de « titre dématérialisé en nominatif simple », lorsque le nom de l'investisseur est connu de l'émetteur, soit de « titre dématérialisé au porteur », lorsque le nom de l'investisseur n'est pas connu de l'émetteur. Dans ce dernier cas, l'investisseur ne pourra participer aux assemblées générales (d'actionnaires ou d'obligataires) qu'en se faisant remettre par l'intermédiaire un certificat attestant qu'il est bien l'investisseur.

### La distinction entre « droit substantiel » et « droit matériel »
La convention Unidroit intervient pour harmoniser les seules règles relatives aux droits dit « matériels », par opposition aux droits dit « substantiels ».
Ceci suppose qu'on peut distinguer les droits « substantiels », liés à l'émission du titre (droits de vote, droits aux dividendes, etc. relevant du droit des sociétés), des droits « matériels », liés à l'incorporation des droits substantiels dans le titre: ces droits dits matériels sont liés au régime de propriété du titre qui relève généralement du droit financier et, au surplus, du droit civil.  Les droits substantiels visent en quelque sorte le contenu, tandis que les droits matériels visent le contenant, l'enveloppe extérieure du titre. La Convention Unidroit sur le droit matériel des titres intermédiés, ne vise donc que l'aspect extérieur du titre, c'est-à-dire la manière dont les titres sont traités, en particulier en cas d'acquisition (achat, emprunt de titres, obtention d'une garantie le titre) et en cas de disposition (vente, prêt de titres, constitution d'une garantie sur le titre).
L'idée sous-jacente est : alors que le droit dit substantiel est invariable, puisqu'il dépend entièrement de la législation  dans laquelle l'émetteur est incorporé, le droit matériel est lui, extrêmement variable, dans la mesure où il dépend du lieu où le titre est localisé et échangé. Cette distinction est ancienne et remonte à l'époque où des investisseurs étrangers rapatriaient chez eux les titres papier souscrits auprès d'émetteurs soumis à une législation différente. La cession de ces titres (à titre principal, comme à titre de garantie) en dehors de leur législation d'origine pouvait alors être soumise à une loi différente de la loi de l'émetteur: soit la loi des parties (lex contractus), soit, le plus souvent, la loi du lieu où les titres étaient situés au moment de la cession (lex rei sitae). Cette distinction entre droit substantiel soumis à la loi de l'émetteur et droit matériel soumis soit à la lex contractus, soit à la lex rei sitae, perdure aujourd'hui dans le cadre de la dématérialisation des titres et est notamment reprise dans La  Convention de la Haye sur la « loi applicable à certains droits sur des titres détenus auprès d’un intermédiaire » (laquelle fait en l'occurrence prévaloir une forme de lex contractus).

### La distinction entre «approche conceptuelle» et «approche fonctionnelle»
Ce faisant, Unidroit a choisi de n'harmoniser qu'une partie du droit matériel des titres. En effet, certains aspects du régime de propriété des titres semblent régis de manière trop différente par les différents États contractants. C'est le cas en particulier du « cœur du régime de la propriété », à savoir la question de savoir si l'investisseur qui a déposé un titre auprès d'un intermédiaire continue de disposer, sur ce titre, une fois déposé, d'un droit de propriété ou si son droit se trouve ipso facto transformé, du fait du dépôt, en un simple droit de créance. Cette distinction, doctrinale plus que jurisprudentielle, n'est pas importante en temps normal, mais devient cruciale lorsque l'intermédiaire fait l'objet d'une procédure d'insolvabilité. Dans les pays où la première interprétation prévaut, l'investisseur disposera d'un droit de revendication qui lui permettra de récupérer ses titres très facilement. Dans les pays où la deuxième interprétation prévaudrait (pays de common law), l'investisseur ne disposerait que d'un droit de créance, de telle sorte qu'il se trouvera, sauf disposition expresse contraire, obligé de partager avec les créanciers de l'intermédiaire le produit de la liquidation de l'intermédiaire au prorata de la valeur nominale de son titre.
Cette seconde interprétation est très défavorable à l'investisseur, même lorsqu'il dispose d'une armada de juristes (cf. affaire des dépôts de titres de Banco Santander auprès de Lehman Brothers). Bien que l'on ne connaisse pas de précédent de jurisprudence dans lequel une juridiction de common law soit allée jusqu'au bout de cette interprétation, Unidroit a choisi de rester neutre vis-à-vis de l'une ou l'autre qualification du régime de propriété. Cette approche a été qualifiée par Unidroit d'approche « fonctionnelle », car se focalisant sur certaines fonctions du régime de propriété, par opposition à l'approche dite « conceptuelle » qui embrasse l'ensemble du droit de propriété comme un tout systémique.

### Les quatre objets de la Convention Unidroit
En conséquence, la Convention Unidroit n'aborde que des sujets situés à la périphérie du droit de propriété : ces sujets sont au nombre de quatre :
- les droits de l'investisseur vis-à-vis de l'intermédiaire (à l'exception du droit de propriété) ;
- les méthodes d'inscription des titres en compte ;
- les diligences de l'intermédiaire concernant le contrôle de l'intégrité des titres ;
- les méthodes de remise en garantie simplifiée entre investisseurs et intermédiaires.

#### Les droits de l'investisseur vis-à-vis de l'intermédiaire
Les droits de l'investisseur vis-à-vis de l'intermédiaire retenus par la Convention Unidroit sont au nombre de trois:
(1) droit de l'investisseur d'instruire l'intermédiaire aux fins de mouvementer les titres, 
(2) droit de choisir le mode de détention des titres, par exemple le droit d'exiger que le titre soit conservé sur un compte individualisé au nom de l'investisseur plutôt que sur un compte collectif ouvert au nom de l'intermédiaire (omnibus account).
(3) droit de pouvoir exercer les droits substantiels, sans qu'il soit précisé si l'intermédiaire se contente de ne pas entraver l'exercice de ces droits (droits de vote) ou doit par ailleurs favoriser l'exercice de ces droits (par exemple en servant de canal de distribution des dividendes versés par l'émetteur).
Ces droits de l'investisseur constituent un minimum opposable entre les États signataires, et qui pourront être enrichis par les droits de chacun d'entre eux, en intégrant, par exemple, certains aspects du noyau du régime de propriété des titres, tel que le « droit de revendication » des titres en cas de faillite de l'intermédiaire.

#### Les méthodes d'inscription des titres en compte
Elles sont soumises au principe de visibilité et sont au nombre de trois :
(1) débit / crédit, sans qu'il soit précisé qu'un débit entraîne nécessairement un crédit.
(2) identification, technique consistant à annoter une ligne de titres au moyen d'un code informant que le titre a fait l'objet d'un droit en faveur d'un tiers, qu'il s'agisse d'une prise de garantie sur ces titres, ou d'un droit à compensation avec des titres de même catégorie.
(3) convention de contrôle, technique américaine rarement utilisée en Europe, consistant à lier une identification à une convention ayant par ailleurs été publiée.
De plus, cette limitation des méthodes d'inscription est complétée par des règles limitant les possibilités de contrepassation de ces inscriptions des règles garantissant l'opposabilité de l'inscription en cas de faillite.
L'objectif de cette harmonisation des méthodes d'inscription est de créer un pont entre la directive européenne 98/26 sur la finalité des règlements dans les systèmes de paiement et de règlement livraison de titres et les pratiques non européennes moins intégrées. la directive 98/26 a en effet introduit, dès 1998, les notions très voisines de l'inscription en compte, de la limitation des contrepassations et de l'opposabilité.

#### Les diligences de l'intermédiaire concernant le «contrôle de l'intégrité»
La Convention Unidroit prévoit un certain nombre d'obligations de l'intermédiaire consistant notamment dans l'obligation pour celui-ci de refléter auprès de son propre intermédiaire autant de titres d'une même émission, qu'il en a crédité dans ses propres livres, au profit de ses clients ou de lui-même. Cette obligation de signalement exact, connue également sous le nom de « contrôle de l'intégrité » a pour but de limiter les risques de création artificielle de titres par de simples jeux d'écriture.
En effet, à de rares exceptions près, toute chaîne de détention de titres dématérialisés contient au moins quatre degrés : (1) l'émetteur, (2) le conservateur central de titres de l'émetteur (CSD, en anglais), (3) l'intermédiaire final et (4) l'investisseur. À chaque souscription d'un nouveau titre, chacun de ces acteurs fait parvenir le titre à l'échelon inférieur immédiat par un débit de son compte et un crédit du compte de son correspondant.
Dans un cadre transfrontière, c'est-à-dire lorsque le titre est émis par un émetteur sous un droit différent du droit de la résidence de l'investisseur, des niveaux supplémentaires s'interposent entre le CSD et l'intermédiaire final. Selon leur position dans la chaîne, ces intermédiaires supplémentaires peuvent être qualifiés respectivement de local custodian (intermédiaire de la même nationalité que le CSD de l'émetteur), de regional custodian (intermédiaire spécialisé dans l'aiguillage entre local custodian et global custodian) et enfin de global custodian, ce dernier se confondant généralement avec l'intermédiaire final. Ce processus descendant lié à la souscription nécessite, une réplication exacte des débits et des crédits du titre entre chacun des maillons de la chaîne d'intermédiation. Autrement dit, chaque fois qu'un intermédiaire crédite le compte de son client, il doit lui-même demander le débit de son propre compte auprès de son propre intermédiaire.
Cette obligation d'intégrité s'applique également aux processus d'inscription horizontaux, lorsque le titre est cédé sur le marché secondaire ou, aux processus ascendants, lorsque le titre est sous-déposé par l'intermédiaire final auprès d'un autre intermédiaire. En effet, après avoir crédité le compte de son client investisseur final au moment de l'acquisition du titre, l'intermédiaire final (ou global custodian) peut, si son client l'autorise, sous-déposer le titre auprès d'un intermédiaire spécialisé dans la gestion optimale de la catégorie de titre en question. Ce dernier métier est lui-même connu sous le nom de prime broker. La aussi, l'obligation d'intégrité ou de signalement exact des débits et des crédits s'applique à chaque échelon de la chaîne de détention des titres, de telle manière qu'aucun titre ne puisse apparaître au crédit d'un compte en deux lieux différents.
Cette obligation d'intégrité imposée par Unidroit constitue un minimum qui, dans les États signataires, peut être enrichie, par des dispositions plus complètes, telle que l'obligation de simultanéité d'un débit avec le crédit à chaque maillon de la chaîne ou encore l'obligation d'imposer un signalement centralisé permettant au CSD de l'émetteur d'être tenu au courant de l'ensemble des mouvements de débit et de crédit et de procéder régulièrement à des réconciliations afin de vérifier qu'il n'existe pas plus de titres en circulation que de titres effectivement émis (fonction connue sous le nom de « contrôle de l'étanchéité »).

#### Méthodes de remise en garantie simplifiée entre investisseurs et intermédiaires
Ces dispositions visent à permettre la reconnaissance entre l'ensemble des États signataires des garanties translatives de propriété (type repurchase agreement ou « pension livrée ») et des garanties à titre de sûreté (type « nantissement ») et leur constitution et leur réalisation sous une forme simplifiée. Ces dispositions s'inspirent de la directive européenne 2002/47 sur les garanties financières et permettent, là aussi de constituer un pont entre le droit européen et le droit des autres pays du monde.

### Les critiques adressées à la Convention Unidroit
Les critiques adressées à la Convention Unidroit proviennent principalement du cercle des négociateurs de cette Convention. Comme toutes les conférences diplomatiques d'Unidroit, les négociateurs étaient composés des États participants et d'organismes observateurs. On a pu ainsi observer au cours des diplomatiques[Quoi ?] de 2008 et de 2009 une forte mobilisation des délégations anglo-saxonnes en faveur d'une approche fonctionnelle-contractuelle et inversement une mobilisation en faveur d'une approche fonctionnelle-systémique, du côté de plusieurs délégations des États membres de l'Union européenne (France, Allemagne, Italie). La Suisse et la Commission européenne ont, quant à elles, contribué à faciliter l'obtention d'un texte de compromis. La version finale de la Convention Unidroit donne ainsi en apparence raison aux partisans de l'approche fonctionnelle systémique, tout en faisant prévaloir sur le fond, l'approche fonctionnelle contractuelle soutenue par les négociateurs anglo-saxons.

#### Une approche contractuelle d'inspiration américaine
L'approche fonctionnelle conduite par Unidroit supposait une neutralité totale vis-à-vis du droit de la propriété. Cependant, dans la mesure où le droit de la propriété en matière de titres, n'existe plus à proprement parler aux États-Unis, ne pas s'y référer équivalait à se référer à ce qui tient lieu de substitut au droit de la propriété des titres aux États-Unis : un droit contractuel.

##### La source d'inspiration: l'article 8 du UCC
Le droit de la propriété des titres aux États-Unis est régi par l'article 8 de l'Uniform Commercial Code (UCC). Cet article 8, en réalité un texte d'une trentaine de pages, a subi une refonte importante en 1994. Depuis 1994, l'article 8 du UCC considère que la plupart des titres dématérialisés inscrits en compte chez des intermédiaires ne sont que des reflets de l'émission initiale de titres inscrite chez les deux conservateurs centraux américains, respectivement la DTC pour les titres privés et la réserve fédérale pour les titres représentatifs de la dette publique. Dans ce système centralisé, le transfert des droits sur les titres n'a pas lieu au moment de l'inscription sur le compte de l'investisseur, mais a lieu de manière centralisée au sein des systèmes gérés par la DTC et/ou par la FED. Cette centralisation ne serait en soi pas choquante si elle était accompagnée également d'un registre centralisé des investisseurs/propriétaires des titres, à l'instar de ce qui se pratique aujourd'hui en Suède et en Finlande (systèmes dits « transparents »). Or, la DTC et la FED ne tiennent aucun registre individuel des transferts de propriété, de sorte que la possibilité pour un investisseur de prouver la propriété de ses titres repose entièrement sur la bonne réplication du transfert enregistré par la FED chez les maillons successifs de la chaîne de détention du titre.
Chacun de ces maillons se compose respectivement d'un teneur de compte et d'un titulaire de compte, ce dernier étant lui-même, à l'exception de l'investisseur final, teneur de compte d'un autre titulaire de compte situé au maillon inférieur. Les droits créés par ce maillon, sont des droits de créance purement contractuels : ils sont de deux sortes : pour les maillons dont le titulaire de compte est lui-même un teneur de compte, le droit sur le titre pendant le laps de temps où il y est crédité sur ce compte consiste en un securities entitlement, c'est-à-dire un simple droit de créance, qui permettra au titulaire de compte de participer, en cas de faillite de son teneur de compte, à une répartition au prorata. Pour le dernier maillon de la chaîne, dans lequel le titulaire de compte est en même temps l'investisseur final, son securities entitlement est enrichi des droits substantiels définis par l'émetteur : droit à percevoir des dividendes ou des intérêts et, éventuellement, droit à participer aux assemblées, lorsque cela a été prévu par la convention conclue avec le teneur de compte. Le cumul de ces droits matériels réduits et de ces droits substantiels variables est lui-même qualifié d'intérêt bénéficiaire.
Cette décomposition des droits organisée par l'article 8 du UCC aboutit à empêcher les actions en revendication directe qui permettaient jusqu'alors à l'investisseur, en cas de faillite de son teneur de compte, de revendiquer ses titres à un niveau supérieur de la chaîne, le cas échéant en remontant jusqu'à la DTC. Le droit de revendication n'est plus un droit erga omnes, opposable à toute personne supposée conserver le titre, mais est désormais un droit relatif, donc un droit contractuel, s'analysant en un droit de créance. Cette requalification en droit de créance permet par ailleurs au teneur de compte de réutiliser le titre sans être nécessairement obligé d'en demander l'autorisation au niveau inférieur, notamment dans le cadre d'opérations temporaires telles que le prêt de titres, le réméré ou la pension livrée. Elle estompe enfin la distinction entre la chaîne descendante du titre qui trace la manière dont le titre a été souscrit par l'investisseur, et les chaînes horizontales et/ou ascendantes qui retracent la manière dont les titres ont été recédés ou sous-déposés.
Le droit des titres britannique reconnaît en principe la propriété de l'investisseur final sur tous les droits matériels du titre. Néanmoins, la pratique généralisée de la qualification du dépôt en trust à tous les étages de la chaîne d'intermédiation empêche le titulaire d'un compte tenu par un intermédiaire britannique - qualifié de trustee – de revendiquer ses titres à un niveau supérieur à son propre teneur de compte. Cette situation débouche en pratique sur les mêmes effets que la contractualisation des droits matériels pratiquée par l'article 8. En conséquence, le Royaume-Uni et les autres pays de common law n'ont éprouvé aucune difficulté à s'aligner sur l'approche contractuelle américaine.
En résumé, en se fondant exclusivement sur le binôme titulaire du compte/teneur de compte et en interdisant au titulaire du compte de revendiquer le titre auprès d'un maillon supérieur, quand bien même ce dernier serait sous-dépositaire de son propre teneur de compte, la Convention Unidroit fait prévaloir l'approche contractuelle américaine et ne respecte pas le principe de neutralité qui avait présidé au choix de l'approche fonctionnelle.

##### Les interactions avec le droit des sociétés
La convention unidroit affirme, dans son préambule, le principe de neutralité vis-à-vis du droit des sociétés. Plusieurs États négociateurs avaient en particulier demandé :
- d'une part que les émetteurs d'un titre à l'étranger ne soient pas tenus d'adapter leurs "opérations sur titres" (en anglais "corporate actions" : distribution de dividendes ou d'intérêts, convocation aux assemblées, etc) au droit du/des pays des intermédiaires et de l'investisseur;
- ... d'autre part que l'exercice des droits substantiels ne puisse être affecté par l'ordonnancement des droits matériels mis en place par la convention Unidroit.
Ceux-ci ont obtenu gain de cause sur certains aspects de la première demande, avec, la dernière phrase de l'article 29.1 qui dispose de manière sibylline que les États signataires ne sont pas tenus d'obliger leurs émetteurs à faire en sorte "que ces titres soient émis selon des conditions qui permettent leur détention auprès d'intermédiaires". Néanmoins, pour le reste, les États signataires devront obliger leurs émetteurs à reconnaître comme titulaires des droits substantiels, des personnes qui, dans le droit de l'émetteur, n'auraient pas été considérés comme actionnaires ou obligataires.
Ainsi, la "contractualisation" des droits matériels, en permettant à la législation du ou des intermédiaires de considérer ces derniers comme titulaires d'un "secured interest" assorti de  certains droits tels que le droit de vote, les autorise à participer de plein droit aux assemblées d'actionnaires ou d'obligataires. Certes, dans la pratique, ces mêmes législations prévoient des procédures permettant au véritable investisseur d'obtenir un "mandat" ("proxy") de leur intermédiaire final afin d'exercer les droits de vote en lieu et place de ce dernier. Néanmoins, cette reconnaissance internationale de la pratique américaine consistant à inverser  la charge de la preuve de la titularité des droits de vote a un impact non négligeable sur l'exercice des droits de vote dans les assemblées générales des grands émetteurs non américains à actionnariat étranger. Les États qui signeront la convention Unidroit faciliteront ainsi le contrôle de leurs émetteurs nationaux par les intermédiaires de droit américain.

##### Les interactions avec le droit de la faillite
La convention Unidroit affirme, dans son préambule, le principe de neutralité vis-à-vis du droit de la faillite. La majorité des États négociateurs avaient en particulier demandé que les dispositions sur l'inscription en compte ne remettent pas en cause le rang des sûretés éventuellement constituées sur les titres en cas d'insolvabilité frappant un teneur de compte. Les États signataires doivent pouvoir conserver le droit de déterminer le rang des sûretés, lequel est un élément essentiel de différenciation des différents droits de la faillite. Or, la contractualisation des droits matériels sur les titres aboutit, dans le cadre d'une faillite frappant le constituant d'une sûreté, à vider de leur substance les sûretés translatives de propriété, lesquelles, dans les pays, où celles-ci sont reconnues, échappent au périmètre de la faillite de leur constituant. Cette situation est d'autant plus paradoxale qu'un chapitre de la Convention Unidroit, inspiré de la directive européenne 2002/47 sur les garanties financières, oblige les États signataires à reconnaître les sûretés translatives de propriété. Cette contradiction entre les dispositions relatives à l'inscription en compte et les méthodes de constitution de garantie montre les limites de l'approche "fonctionnelle contractuelle".

#### L'absence de vision systémique européenne
L'approche dite "fonctionnelle" qui a présidé aux travaux d'Unidroit dès le début des années 2000 présente le mérite d'avoir clarifié les concepts liés à la détention de titres intermédiés. En particulier, l'approche fonctionnelle a permis d'affiner la distinction entre "droit substantiel" (droit du contenu) et "droit matériel" (droit du contenant). L'approche fonctionnelle a aussi permis d'esquisser, à l'intérieur du droit matériel, une distinction entre "droit de l'inscription en compte" et "droit de la propriété des titres". Cependant, en écartant volontairement les aspects relatifs au droit de la propriété des titres, les auteurs de la Convention Unidroit ne se sont pas pour autant contentés de rédiger une directive portant sur les seuls aspects de l'inscription en compte. En contractualisant les rapports entre titulaires de comptes et teneurs de comptes, et en renonçant à prévoir toute possibilité pour l'investisseur final de revendiquer les titres, les auteurs de la Convention Unidroit ont, in fine, reproduit le modèle américain de propriété des titres hérité de la réforme de 1994 de l'article 8 du Uniform Commercial Code américain.
Cet exercice illustre la difficulté pour les auteurs de conventions internationales à produire un texte parfaitement neutre. Une approche véritablement équilibrée aurait sans doute consisté à réintroduire dans le droit matériel des titres certains aspects du droit du pays de l'émetteur. Cette méthode, connue sous le nom de "look through approach", aurait ainsi permis aux investisseurs américains titulaires de titres émis par des émetteurs européens de revendiquer ces titres selon les modalités du droit européen, en cas de faillite d'un intermédiaire américain. Il en aurait sans doute également résulté une plus grande complexité, l'administrateur d'un intermédiaire en faillite étant obligé d'appliquer des procédures de recouvrement différentes selon le pays d'émission des titres.
La Convention Unidroit, adoptée sans enthousiasme le 9 octobre 2009, pourrait n'être signée, comme la Convention de la Haye, que par les États-Unis, la Suisse et l'île Maurice. En revanche, en tant que loi modèle, elle pourrait inspirer les réformes législatives de nombreux pays émergents, tels la Chine, le Brésil, l'Inde et la Russie, voire de l'Union européenne, ce qui permettrait au modèle américain de l'article 8 de l'UCC de pénétrer nos législations par la petite porte, mais de manière autrement efficace.